# Борисов Арена
Борисов Арена е футболен стадион в град Борисов, Беларус. На стадиона домакинските си мачове играе БАТЕ Борисов и националния отбор на Беларус. Капацитета му е близо 13 000 души. Притежава категория 4 звезди от УЕФА.

## История
Първият мач, изигран на Борисов Арена, е финала за Купата на Беларус през сезон 2013/14, игран на 3 май 2014 г.

## Национален отбор
Първият мач, който националния отбор на Беларус, е приятелски мач срещу Таджикистан, игран на 4 септември 2014 г.